# Eigensinn (Kreis Heiligenbeil)
Eigensinn war ein Ort in der heutigen Woiwodschaft Ermland-Masuren in Polen im Gebiet der jetzigen Gmina Lelkowo (Landgemeinde Lichtenfeld) im Powiat Braniewski (Kreis Braunsberg). Bis 1945 gehörte er zum Kreis Heiligenbeil in Ostpreußen.

## Geographische Lage
Die Ortsstelle Eigensinns liegt 1500 Meter südlich der polnisch-russischen Staatsgrenze (EU-Außengrenze) im Nordwesten der Woiwodschaft Ermland-Masuren, 17 Kilometer südöstlich der früheren und heute auf russischem Staatsgebiet gelegenen Kreisstadt Heiligenbeil (russisch Mamonowo) bzw. 24 Kilometer nordöstlich der heutigen Kreismetropole Braniewo (deutsch Braunsberg).

## Geschichte
Nur ein kleines Gehöft bildete den Eigensin, nach 1785 Eigensinn genannten Ort im ostpreußischen Kreis Heiligenbeil, Regierungsbezirk Königsberg. Bis 1945 war er als Vorwerk ein Wohnplatz von Pellen (polnisch Piele).
Als 1945 das gesamte südliche Ostpreußen in Kriegsfolge an Polen fiel, verliert sich die Spur des kleinen Orts Eigensinn. Wohl wegen der Grenzlage wurde er nicht mehr besiedelt und galt schon bald als verwaist und untergegangen. Verwaltungstechnisch mag er in der Ortschaft Piele (Pellen) der Gmina Lelkowo (Landgemeinde Lichtenfeld) aufgegangen sein.

## Religion
Bis 1945 war Eigensinn die den Sprengel Pellen der Vereinigten Kirchengemeinden Hermsdorf/Pellen (mit Pfarrsitz in Hermsdorf) eingegliedert und lag somit im Kirchenkreis Heiligenbeil in der Kirchenprovinz Ostpreußen der Kirche der Altpreußischen Union.

## Verkehr
Die kaum noch wahrnehmbare Ortsstelle von Eigensinn ist über eine Landwegverbindung von Piele aus zu erreichen.